# Euristeu

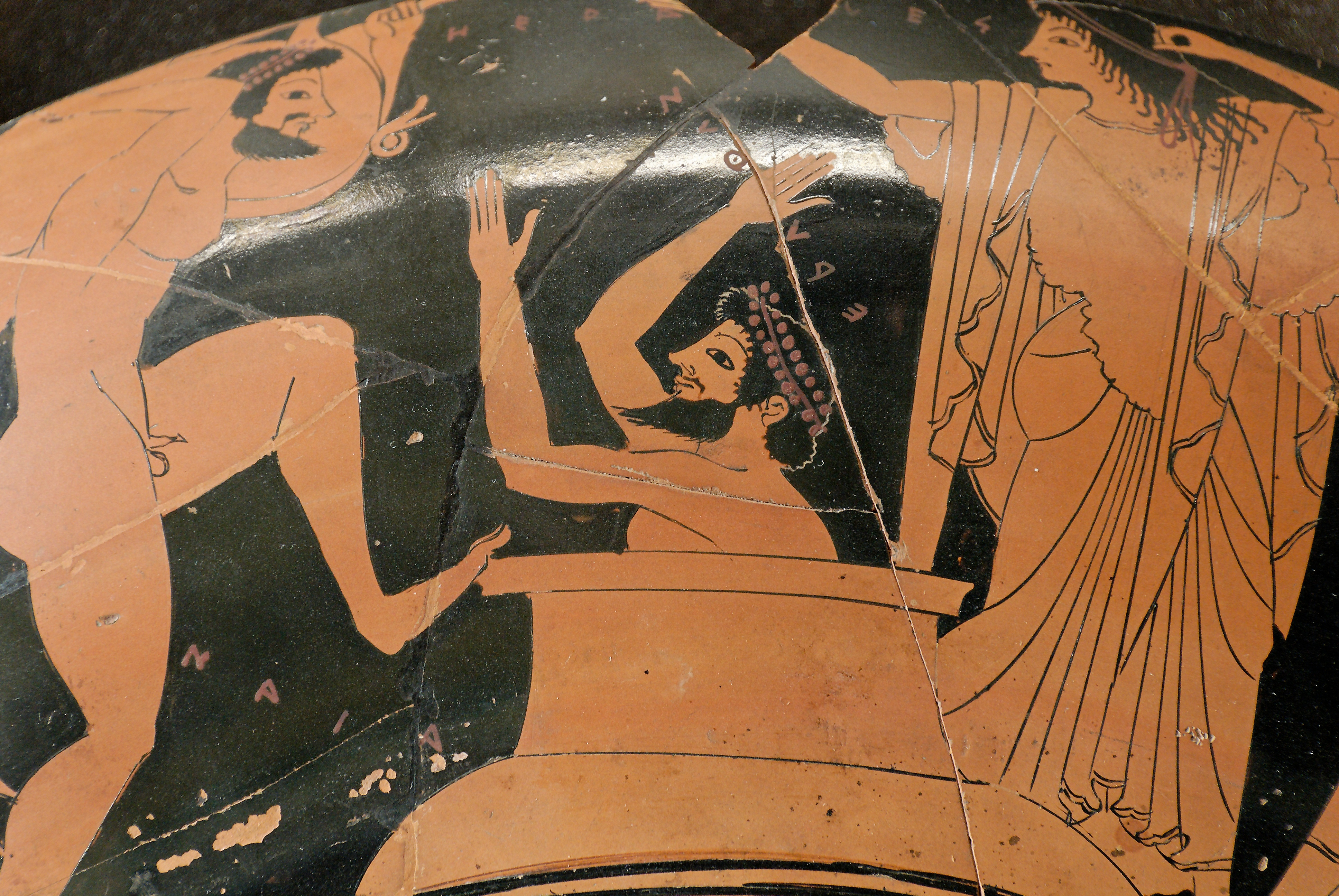
Euristeu, amagat a la gerra, rep d'Hèracles el senglar d'Erimant. Louvre

Euristeu (en grec antic Εὐρυσθεύς) va ser un rei de Tirint i de Micenes, fill d'Estènel i de Nicipe, i net de Perseu. És cosí germà d'Amfitrió i d'Alcmena.
Va ser rei de Tirint, de Micenes i de Midea, a l'Argòlida. Aquest poder li va concedir Zeus gràcies a una astúcia d'Hera. Zeus havia predit que el descendent de Perseu que estava a punt de néixer regnaria sobre Micenes, referint-se a Hèracles. però Hera, per gelosia, va convèncer Ilitia, la deessa dels parts, perquè retardés el naixement d'Hèracles i anticipés el d'Euristeu que nomé era al setè mes de gestació. Euristeu va néixer el primer i es va beneficiar de la promesa de Zeus i va tenir la primogenitura sobre els Perseides, i el seu cosí Heracles s'hi va haver de sotmetre.
En les tradicions sobre Hèracles, Euristeu és descrit com un home imperfecte, tant física com moralment, tremolant de por davant l'heroi i incapaç de merèixer el poder que té per voluntat divina. Quan Hèracles tornava de l'expedició contra els minies d'Orcomen, va ser embogit per Hera i matà els seus fills. Consultat l'oracle, li va ordenar que anés a Tirint i es posés a les ordres d'Euristeu. Aquest li va imposar els dotze treballs, que van forjar la glòria de l'heroi. No el va deixar entrar a Micenes per por que Hèracles es volgués fer amb el poder. Tampoc va voler veure'l, i li transmetia les ordres a través de Copreu, un fill de Pèlops que estava refugiat al palau d'Euristeu per haver mort Ífit. També li va manar que deixés davant de les portes de la ciutat tot allò que portés com a fruit dels seus treballs. Va manar també que li fabriquessin una gerra de bronze com a últim refugi en cas que Hèracles el volgués atacar. Quan Hèracles va haver finalitzat els dotze treballs, Euristeu va oferir un sacrifici, al qual va convidar Hèracles. Però els fills del rei van oferir a l'heroi un tros de carn més petit que als altres, i Hèracles es va sentir insultat i en va matar tres.
Hèracles es va voler instal·lar a Tirint, però Euristeu, que l'odiava, ho va impedir. Ni tan sols després de la mort de l'heroi els seus descendents no van poder evitar l'odi d'Euristeu. Va intentar que Ceix els hi lliurés, però no ho va aconseguir, i els heràclides van trobar protecció a l'Àtica. Euristeu va preparar un exèrcit i marxà contra els atenesos, però aquests, encapçalats per Hil·los, s'alçaren en armes i assaltaren Tirint. Durant el combat que hi hagué, Euristeu va ser mort per Iolau.
Una tradició tardana de l'època alexandrina deia que Hèracles havia estat amant d'Euristeu i que, per amor a ell, l'heroi va emprendre els dotze treballs.